# 痴漢者トーマス
『痴漢者トーマス』（ちかんしゃトーマス）は、ザウスより2003年8月1日に発売された18禁インタラクティブ痴漢シミュレーションゲームである。2005年に続編の『痴漢者トーマスII』が発売されている。

## 概要
痴漢という行為の陰劣さとは対照的に主人公が熱い性格をしており、（エロゲーとしては異様に細かく設定されている）奥義まで習得している。

## あらすじ
懸命に就職活動をしているものの結果が出せない主人公の遠山万寿夫。イライラしながら乗った満員電車で好みの女性がすぐ側に居ることに気付く。その時電車が急ブレーキをかけ、意図せずにその女性のお尻に触れてしまう。誤解されるのを恐れてすぐに離れようとするものの、手がお尻から離れず、逆により大胆に撫で回してしまう。一向に声を上げない女性を見て痴漢にハマってしまい、以降あらゆるところで痴漢行為を働くようになってしまった。

## 登場人物
遠山 万寿夫（とおやま ますお）
声：一条和矢（OVAのみ）
本作の主人公。三流大学に一浪して補欠で合格したものの、パッとした学生生活は送れなかった。案の定就職浪人になり、あちこちの企業の面接を受けて回っているものの未だ内定はゼロ。これといったポリシーもなく流されるままに生きている。名前を変更することも可能。「2」では伝説の痴漢者として痴漢たちの間で有名人。
- 痴漢奥義
  - アナルアナライザー
  - エターナルモレスター
  - モレスター・ノヴァ
  - 他多数

橘 綾音（たちばな あやね）
声：一色ヒカル
有名デパートに勤めるデパートガール。清楚で大人しい性格で面倒見がいいので職場での人気が高い。
早緑 霞（さみどり かすみ）
声：茶谷やすら
おとなしく気が弱い女子学生。見た目から判断できるほど控えめな性格が原因でよく痴漢にあっている。今のところ痴漢に対しては恐怖心しか感じていない。
藤崎 蘭（ふじさき らん）
声：児玉さとみ
大学へ進学するために必要な学費を、バイトを複数掛け持ちしながら蓄えている女子学生。本人は気がついていないが、露出願望がある。
柳原 千晶（やなぎはら ちあき）
声：カンザキカナリ（OVA未登場）
一流企業に勤めるやり手のキャリアウーマン。性格はキツめで、人を平気で叱咤罵倒できるタイプ。仕事のストレスを自慰行為で発散している秘密を主人公に知られ脅迫のネタにされる。
武内 弥生（たけうち やよい）
声：如月葵（OVA未登場）
一見すると身持ちの固い清楚で優しそうな女性。近所での評判のいい未亡人。
しかし真実は、一度も抱かれずに夫に先立たれた事で、身体と性欲を持て余しているため、遠く離れた街で痴女行為を働いている淫乱な女性。痴女行為を働いているだけなので男性経験は少ない。3年前に死んだ夫の命日に訪れた墓前で、主人公に喪服を脱がされると強引に犯される。快楽に溺れ乱れる様子を夫の墓前や通行人に晒したショックで亡き夫への想いと未練を断ち切られ、新しい恋に目覚める。後日、主人公と一緒に自宅を訪ねて来た近所に住む男性から、今まで秘密にしていた痴女行為の件をネタに脅迫される。そのまま強引に肉体関係を迫られ、一晩だけ抱かれる約束をすると寝室へと招き入れた男に嫌々抱かれる。男の様々な責めに抗う事が出来ずに延々と未開発の身体を嬲られ続け、身も心も快楽に流され理性を溶かされる。
アンナ クリスフォード
声：北都南（OVA未登場）
歌手を目指している留学生。街のアマチュアバンドにボーカルとして所属しており、毎日夜遅くまで練習をしている。性に対してオープンな感覚を持っている。普段から露出度が高く、簡単に脱げる服を着て出歩いている。気に入った相手やその日の気分次第で誘われれば誰とでも遊び感覚でセックスをする事で有名なので、歌声よりも身体が目当てのファンが多い。
最近はファンとのマンネリなセックスに飽きて新しい刺激を求めている最中に、露出度の高い服を着ている理由から主人公から痴漢の標的にされる。主人公の痴漢行為に対しても特殊プレイの一環として受け入れ、自らも楽しんでフェラやパイズリを仕掛けてくる。主人公に無理やり抱かれてからは主人公に惚れ、他の男から遊びの誘いを断るようになりファンから不満を持たれてしまう。
以前からアンナの事を密かに狙っていた男も痴漢に加わった3Pでは主人公以外の相手とのセックスを拒んだ為、主人公と知らない男に衣服を剥ぎ取られると、そのまま二人にレイプされる。その際、自身初となるアナル責めでアナルセックスだけは未経験だった事を告白すると、アナルへの挿入を拒むために必死に暴れて抵抗するが、未経験だったアナルを主人公に徹底的に犯される。
3Pに満足した主人公はそのまま帰宅したため、アナルを犯されたショックで全裸のまま放心状態で放置されたアンナは男に介抱され、近くのラブホテルに連れ込まれる。それから男が満足するまで一晩中レイプされ続けた事で、肉体と心は快楽に流され絶頂と同時に気を失ってしまう。
度重なる痴漢プレイの後遺症から普通のセックスで満足出来ない淫乱な身体となり、再び抱かれる為に主人公を探すために音楽活動を辞め、夜の地下鉄を徘徊する。その間、アンナの噂を知った街の男たちや自分のファンの男たちから強引にホテルへ連れ来れたり、公衆の面前で痴漢をされたり、身体の疼きに耐えかね自身の身体を男たちに差し出し弄ばれる日々を送る。
その後、やっと出会った主人公に告白し奴隷契約を交わすとアンナのために集められた男たちが乗車している環状線に連れ込まれる。車両内で全裸に剥かれると主人公が他の乗客たちを煽り、終電まで恋人に見られながら電車内の男たちに輪姦され続ける。
恋人の目の前で知らない男たちに集団輪姦され快楽に溺れる様子は野次馬たちに撮影され、アンナの恥ずかしい動画や写真は街中やライブハウス等で密かに販売され、街では一躍有名人になる。そのお陰で一気にファンが増え、念願だったプロデビューを果たす。
続編の「2」では主人公が経営をしている怪しいお店で働いている。
斉藤 奈緒（さいとう なお）
声：乃田あす実（OVA未登場）
容姿、言動、行動どれをとっても大学生には見えないのだが、れっきとした大学生。性格は至って単純。感情豊かで自由奔放。好奇心も旺盛で、街に出かけてはよく迷子になる。
氷月 麗美（ひづき れいみ）
声：金田まひる（OVA未登場）
良家の令嬢。元々はひかえめでおとなしい性格だったのだが、主人公に痴漢され続けた結果かなり大胆になった。

## スタッフ
- 原画：みかみたかし
- シナリオ：青野克也
- 主題歌「アイム スーパータフ」
  - 作詞・作曲：Dr.Shrimp / 歌：P

## OVA
Milky制作のアダルトアニメが2004年9月25日に発売、全1巻。

### スタッフ（OVA）
- 原作：ザウス【吟醸】
- プロデューサー：篠山香織、国立康秀
- 監督：松田寛治
- 構成・脚本：代々木浩
- 絵コンテ・演出：中野健治
- キャラクターデザイン・作画監督：ヒロタカ
- 原画：野沢隆、Kプロダクション
- 動画：つかもとたかし、F.A.Iインターナショナル
- 色彩設計・色指定・検査：金子直美
- 仕上げ：成合由紀
- 背景設定：石渡俊和
- 美術ボード・美術監督：伊谷たかし
- 背景：F.A.Iインターナショナル
- 撮影：スタジオD
- 編集：福山浩輝
- 音響監督：一之瀬○
- 音響効果：佐々木純一
- 音楽：城佳孝
- 制作担当：桑原誠、小川孝治
- アニメーション制作：ドリームエンターテイメント
- アニメーション制作協力：スタジオ・マーチ
- 製作・発売：「痴漢者トーマス」アニメ製作委員会
- 販売：株式会社GPミュージアムソフト

### キャスト
- 遠山万寿夫：一条和矢
- 橘綾音：一色ヒカル
- 早緑霞：茶谷やすら
- 藤崎蘭：児玉さとみ
- 尻山助一：邪封淋

### DVD
- 痴漢者トーマス 痴漢道 その一（DMLK-5750）
  - 「その一」とはなっているものの、制作はそこでストップしている。